# Campeonato Paulista de Futebol de 2012 - Série A3
O Campeonato Paulista de Futebol da Série A3 de 2012 foi a 59.ª edição da terceira divisão do futebol paulista. Iniciada em janeiro de 2012, e teve duração de aproximadamente quatro meses. Os quatro primeiros obteve o acesso para a Série A2 de 2013, e os quatro últimos rebaixados para a Série B de 2013.

## Regulamento

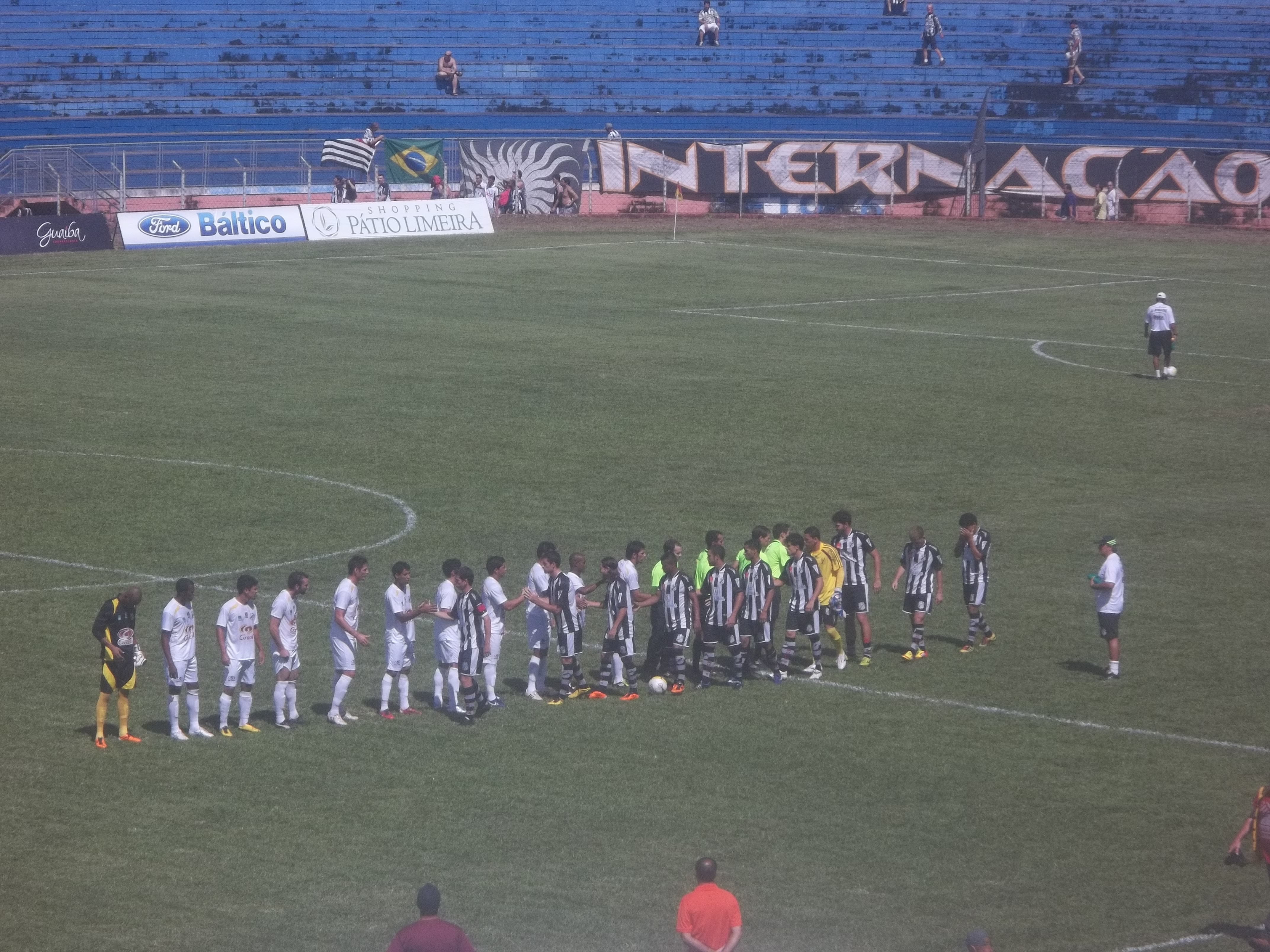
Elencos da Inter (alvinegro) e do Independente de Limeira (branco) antes do confronto válido pela primeira fase do campeonato.

### Primeira fase
A Série A3 foi disputada por 20 clubes que se enfrentam entre si em turno único, ao final das 19 rodadas, os oito primeiros colocado avançam para a Segunda Fase, e os quatro últimos rebaixados à Segunda Divisão de 2013.

### Segunda fase
Os oito classificados foram divididos em dois grupos de quatro jogando entre si em turno e returno. Os dois primeiros de cada grupo foram classificados para a Série A2 de 2013, já o primeiro colocado de cada grupo se classificarão para a fase final da competição.

### Fase final
Na fase final da competição, os primeiros colocados de cada grupo da Semifinal jogaram entre si em turno e returno, sagrando-se campeão o que somar o maior número de pontos ganhos, considerados exclusivamente os resultados obtidos nesta fase.

### Critérios de desempate
Caso haja empate de pontos entre dois clubes, os critérios de desempates foram aplicados na seguinte ordem:
1. Número de vitórias
2. Saldo de gols
3. Gols marcados
4. Menor número de cartões vermelhos recebidos
5. Menor número de cartões amarelos recebidos
6. Sorteio público na sede da FPF

## Participantes
| Equipe             | Cidade          | Em 2011        | Estádio                    | Capacidade |
| ------------------ | --------------- | -------------- | -------------------------- | ---------- |
| Barretos[1]        | Barretos        | 3º (Série B)   | Antônio Gomes Martins      | 13.966     |
| Batatais           | Batatais        | 11º (Série A3) | Oswaldo Scatena            | 8.540      |
| Capivariano        | Capivari        | 2º (Série B)   | Carlos Conalghi            | 10.723     |
| Flamengo           | Guarulhos       | 6º (Série A3)  | Antônio Soares de Oliveira | 15.000     |
| Francana           | Franca          | 15º (Série A3) | José Lancha Filho          | 15.100     |
| Grêmio Osasco      | Osasco          | 7º (Série A3)  | José Liberatti             | 11.682     |
| Guaçuano           | Mogi Guaçu      | 4º (Série B)   | Alexandre Camacho          | 10.300     |
| Independente       | Limeira         | 1º (Série B)   | Agostinho Prada            | 9.907      |
| Inter de Bebedouro | Bebedouro       | 16º (Série A3) | Socrátes Stamato           | 15.500     |
| Inter de Limeira   | Limeira         | 10º (Série A3) | José Levy Sobrinho         | 18.000     |
| Itapirense         | Itapira         | 12º (Série A3) | Coronel Francisco Vieira   | 5.000      |
| Juventus           | São Paulo       | 9º (Série A3)  | Rua Javari                 | 4.000      |
| Marília            | Marília         | 17º (Série A2) | Bento de Abreu             | 17.926     |
| Osvaldo Cruz       | Osvaldo Cruz    | 14º (Série A3) | Breno Ribeiro do Val       | 13.478     |
| Rio Branco         | Americana       | 20º (Série A2) | Décio Vitta                | 15.765     |
| Sertãozinho        | Sertãozinho     | 19º (Série A2) | Frederico Dalmaso          | 15.074     |
| São Bento          | Sorocaba        | 18º (Série A2) | Walter Ribeiro             | 13.772     |
| Taboão da Serra    | Taboão da Serra | 13º (Série A3) | José Ferez                 | 7.000      |
| Taubaté            | Taubaté         | 5º (Série A3)  | Joaquim de Morais Filho    | 14.531     |
| XV de Jaú          | Jaú             | 8º (Série A3)  | Zezinho Magalhães          | 12.000     |

OBS: 1. ^  O Barretos poderia perder sua vaga para a Portuguesa Santista no julgamento que ocorreu em 19 de janeiro de 2012 no STJD, por escalação de jogador irregular na 4ª rodada do quadrangular final do Paulista Serie B1 2011 contra a equipe do Olímpia, mas foi absolvido por 4X3 com isso disputará normalmente o Campeonato Paulista Série A3 de 2012.

## Classificação da 1ª fase
| Pos. | Time               | Pts | J  | V  | E | D  | GP | GS | SG  | Expulso | Penalizado com cartão amarelo |
| --- | ------------------ | --- | -- | -- | - | -- | -- | -- | --- | ------- | ----------------------------- |
| 1 | Rio Branco-SP      | 38  | 19 | 11 | 5 | 3  | 32 | 18 | 14  |         |                               |
| 2 | Grêmio Osasco      | 34  | 19 | 10 | 4 | 5  | 30 | 20 | 10  |         |                               |
| 3 | Guaçuano           | 32  | 19 | 8  | 8 | 3  | 33 | 18 | 15  |         |                               |
| 4 | Capivariano        | 31  | 19 | 9  | 4 | 6  | 32 | 36 | -4  |         |                               |
| 5 | Inter de Limeira   | 30  | 19 | 8  | 6 | 5  | 35 | 21 | 14  |         |                               |
| 6 | Marília            | 28  | 19 | 9  | 1 | 9  | 24 | 24 | 0   |         |                               |
| 7 | Juventus-SP        | 28  | 19 | 7  | 7 | 5  | 35 | 24 | 11  |         |                               |
| 8 | Batatais           | 28  | 19 | 7  | 7 | 5  | 23 | 16 | 7   |         |                               |
| 9 | São Bento          | 28  | 19 | 7  | 7 | 5  | 26 | 23 | 3   |         |                               |
| 10 | Francana           | 27  | 19 | 7  | 6 | 6  | 28 | 24 | 4   |         |                               |
| 11 | Taubaté            | 26  | 19 | 8  | 2 | 9  | 24 | 27 | -3  |         |                               |
| 12 | Barretos           | 26  | 19 | 7  | 5 | 7  | 21 | 20 | 1   |         |                               |
| 13 | Sertãozinho        | 25  | 19 | 7  | 4 | 8  | 23 | 25 | -2  |         |                               |
| 14 | Itapirense         | 25  | 19 | 7  | 4 | 8  | 20 | 23 | -3  |         |                               |
| 15 | Independente-SP    | 24  | 19 | 7  | 3 | 9  | 25 | 23 | 2   |         |                               |
| 16 | Flamengo-SP        | 22  | 19 | 7  | 1 | 11 | 24 | 35 | -11 |         |                               |
| 17 | Inter de Bebedouro | 22  | 19 | 6  | 4 | 9  | 25 | 37 | -12 |         |                               |
| 18 | XV de Jaú          | 22  | 19 | 5  | 7 | 7  | 17 | 24 | -7  |         |                               |
| 19 | Osvaldo Cruz       | 14  | 19 | 4  | 2 | 13 | 16 | 41 | -25 |         |                               |
| 20 | Taboão da Serra    | 14  | 19 | 3  | 5 | 11 | 20 | 34 | -14 |         |                               |
| Pts – Pontos ganhos; J – Jogos; V - Vitórias; E - Empates; D - Derrotas; GP – Gols pró; GC – Gols contra; SG – Saldo de gols; |                    |     |    |    |   |    |    |    |     |         |                               |

|  |                              |
|  | Classificação à segunda fase |
|  | Eliminados na primeira fase  |
|  | Rebaixados à Série B de 2013 |